# Amore & Vita-Selle SMP/Saison 2016
Dieser Artikel listet Erfolge und Fahrer des Radsportteams Amore & Vita-Selle SMP in der Saison 2016 auf.

## Erfolge in der UCI America Tour
In der Saison 2016 gelangen dem Team nachstehende Erfolge in der UCI America Tour.
| Datum      | Rennen                      | Kat. | Fahrer           |
| ---------- | --------------------------- | ---- | ---------------- |
| 11. Januar | 4. Etappe Vuelta al Táchira | 2.2  | Eugenio Bani     |
| 13. Januar | 6. Etappe Vuelta al Táchira | 2.2  | Marco Zamparella |
| 15. Januar | 8. Etappe Vuelta al Táchira | 2.2  | Marco Zamparella |

## Zugänge – Abgänge
| Zugänge                      | Team 2015 | Abgänge                       | Team 2016    |
| ---------------------------- | --------- | ----------------------------- | ------------ |
| Marco Zamparella             |           | Logan Loader                  | Unbekannt    |
| Danilo Celano                |           | Roman Schewtschuk             | Unbekannt    |
| David Galerreta (ab 1. Juli) |           | Markiyan Mikhenko             | Unbekannt    |
| Pierpaolo Ficara             |           | Rino Zampilli                 | Team Roth    |
| Dimitro Panarenko            |           | Mattia Gavazzi (bis 3. April) | Dopingsperre |
| Alexei Tarkowski             |           |                               |              |
| Bogdan Riaposow              |           |                               |              |

## Mannschaft
| Name                | Geburtstag         | Nationalität |
| ------------------- | ------------------ | ------------ |
| Eugenio Bani        | 13. Januar 1991    | Italien      |
| Danilo Celano       | 7. Dezember 1989   | Italien      |
| Pierpaolo Ficara    | 16. Februar 1992   | Italien      |
| Volodymyr Fredyuk   | 14. August 1992    | Ukraine      |
| Mattia Gavazzi      | 14. Juni 1983      | Italien      |
| David Galarreta     | 2. Juli 1992       | Spanien      |
| Redi Halilaj        | 31. August 1989    | Albanien     |
| Yukinori Hishinuma  | 5. März 1992       | Japan        |
| Wolodymyr Kohut     | 28. Juli 1984      | Ukraine      |
| Paolo Lunardon      | 17. Januar 1992    | Italien      |
| Jewhenij Manko      | 30. Januar 1991    | Ukraine      |
| Uri Martins         | 7. August 1990     | Mexiko       |
| Dimitro Panarenko   | 10. Februar 1991   | Ukraine      |
| Bogdan Riaposow     | 30. September 1992 | Ukraine      |
| Anatolij Sossnizkij | 4. September 1990  | Ukraine      |
| Alexei Tarkowski    | 17. Dezember 1995  | Ukraine      |
| Artjom Toptschanjuk | 27. Januar 1989    | Ukraine      |
| Marco Zamparella    | 1. Oktober 1987    | Italien      |